# The Red
The Red là album phòng thu đầu tiên của nhóm nhạc nữ Hàn Quốc Red Velvet. Album được phát hành vào ngày 09 tháng 9 năm 2015 bởi SM Entertainment và phân phối bởi KT Music.

## Lịch sử
SM Entertainment đã thông báo rằng Red Velvet sẽ trở lại với album phòng thu đầu tiên của họ vào đầu tháng 9. Ngày 03 tháng 9, một loạt các teaser hình ảnh được tiết lộ trên tài khoản Instagram chính thức của nhóm, cùng với mười bài hát trong album. Ngày 04 tháng 9, công ty thông báo rằng album sẽ được phát hành vào nửa đêm ngày 09 tháng 9, với "Dumb Dumb" là ca khúc chủ đề.
Nhóm sẽ quảng bá với hình ảnh "Velvet" và "Red", The Red sẽ tập trung vào hình ảnh mạnh mẽ và trong sáng "Red". Trong khi nói về album tại một cuộc họp báo ngày 08 tháng 9, các thành viên và công ty cũng ám chỉ mộ talbum tái bản đầu tiên "The Velvet", nhưng một đại diện của SM Entertainment giải thích rằng không có gì ngoài dự kiến được nêu ra.
Ca khúc chủ đề "Dumb Dumb" là một ca khúc dance pop uptempo với nhịp điệu groovy và lời gây nghiện. Lời bài hát diễn tả cảm xúc của một cô gái đã cảm thấy lúng túng khi đối mặt vời người mình thích. Video âm nhạc "Dumb Dumb" được phát hành vào ngày 08 tháng 9, trong khi album đầy đủ được phát hành vào ngày 9.
Nhóm thực hiện "sân khấu trở lại" của họ trên M! Countdown trên 10 tháng 9, tiếp theo là màn trình diễn trên Music Bank, Show! Music Core và Inkigayo. Bên cạnh "Dumb Dumb", họ cũng đã biểu diễn "Huff Puff n" trên các chương trình.
"The Red" đứng đầu bảng xếp hạng Billboard của thế giới Albums Chart, thứ hạng cao nhất của họ cho đến nay, và đạt vị trí # 24 trên của bảng xếp hạng Heatseekers Albums. "Dumb Dumb" cũng đạt vị trí # 3 trên Billboard 'Songs.
Album đứng vị trí # 1 trên Gaon Album Chart của Hàn Quốc với "Dumb Dumb" tại # 2 trên bảng xếp hạng Gaon Digital. Chín bài hát khác trong album cũng giữ vị trí cao.

## Danh sách
| The Red          | The Red                | The Red                   | The Red                                                                                      | The Red    |
| STT              | Nhan đề                | Phổ lời                   | Phổ nhạc                                                                                     | Thời lượng |
| ---------------- | ---------------------- | ------------------------- | -------------------------------------------------------------------------------------------- | ---------- |
| 1.               | "Dumb Dumb"            | Seo Ji-eum, Kim Dong-hyun | LDN Noise, Deanna Dellacioppa, Taylor Parks, Ryan S. Jhun                                    | 3:22       |
| 2.               | "Huff n Puff"          | Kenzie                    | Alex G, Anne Preven, Will Gray, Jaden Michaels                                               | 3:01       |
| 3.               | "Campfire"             | Jo Yun-kyeong             | LDN Noise, Taylor Parks, iDR, Ryan S. Jhun                                                   | 3:16       |
| 4.               | "Red Dress"            | Jo Yoon-kyeong            | LDN Noise, Rodnae "Chikk" Bell, Nermin Harambasic, Jin Suk Choi, Charite Viken, Ryan S. Jhun | 3:02       |
| 5.               | "Oh Boy"               | Goo Tae-woo               | Herbie Crichlow, Lauren Dyson, Jin Choi, LDN Noise                                           | 3:08       |
| 6.               | "Lady's Room"          | Kenzie                    | Kenzie, Daniel "Obi" Klein, Oliver McEwan, Ylva Dimberg                                      | 3:15       |
| 7.               | "Time Slip"            | Moon Du-ri                | Daniel "Obi" Klein, Johannes "Josh" Jørgensen, Charli Taft, Jinbo                            | 3:39       |
| 8.               | "Don't U Wait No More" | 100%Seo-jeong             | Dwayne Abernathy Jr., Taylor Parks, Ryan S. Jhun                                             | 2:51       |
| 9.               | "Day 1"                | Hwang-hyun (MonoTree)     | Hwang-hyun (MonoTree)                                                                        | 3:26       |
| 10.              | "Cool World"           | Im Seo-hyun               | Daniel "Obi" Klein, Marcus Winther-John, Andy Love                                           | 4:05       |
| Tổng thời lượng: | Tổng thời lượng:       | Tổng thời lượng:          | Tổng thời lượng:                                                                             | 33:05      |

## Xếp hạng

### Xếp hạng hàng tuần
| Bảng xếp hạng (2015)         | Vị trí |
| ---------------------------- | ------ |
| Gaon Album Chart Hàn Quốc    | 1      |
| US Billboard World Albums    | 1      |
| US Billboard Top Heatseekers | 24     |
| Japan Oricon                 | 47     |

## Lịch sử phát hành
| Vùng          | Ngày tháng | Định dạng            | Nhãn hiệu                  |
| ------------- | ---------- | -------------------- | -------------------------- |
| Toàn Thế giới | 09/09/2015 | Tải nhạc xuống       | SM Entertainment           |
| Hàn Quốc      | 09/09/2015 | CD, digital download | SM Entertainment, KT Music |